# Stigmatium
Stigmatium là một chi bọ cánh cứng trong phân họ Clerinae, thuộc họ Cleridae.

## Các loài
- Stigmatium ceramboides
- Stigmatium cursorium
- Stigmatium dorsigerum
- Stigmatium nebuliferum
- Stigmatium rufiventris
- Stigmatium gilberti